# Christopher Glombard
Christopher Glombard (ur. 5 lipca 1989 w Montreuil) – francuski piłkarz grający na pozycji obrońcy, reprezentant Martyniki.

## Statystyki
| Sezon   | Klub                 | Kraj    | Rozgrywki                 | Mecze | Bramki |
| ------- | -------------------- | ------- | ------------------------- | ----- | ------ |
| 2007/08 | Girondins Bordeaux B | Francja | CFA                       | 4     | 0      |
| 2008/09 | Girondins Bordeaux B | Francja | CFA                       | 19    | 0      |
| 2009/10 | Girondins Bordeaux B | Francja | CFA                       | 28    | 0      |
| 2010/11 | Stade de Reims       | Francja | Ligue 2                   | 24    | 0      |
| 2011/12 | Stade de Reims       | Francja | Ligue 2                   | 30    | 2      |
| 2012/13 | Stade de Reims       | Francja | Ligue 1                   | 27    | 1      |
| 2013/14 | Stade de Reims       | Francja | Ligue 1                   | 8     | 2      |
| 2014/15 | Stade de Reims       | Francja | Ligue 1                   | 11    | 0      |
| 2015/16 | Paris FC             | Francja | Ligue 2                   | 20    | 0      |
| 2016/17 | Stade de Reims B     | Francja | CFA                       | 9     | 1      |
| 2016/17 | Stade Lavallois      | Francja | Ligue 2                   | 14    | 0      |
| 2017/18 | Stade Lavallois      | Francja | Championnat National      | 2     | 0      |
| 2017/18 | Alki Oroklini        | Cypr    | Protathlima A’ Kategorias | 17    | 0      |
| 2018/19 | Tours FC             | Francja | Championnat National      | 22    | 1      |
| 2019/20 | Ethnikos Achna       | Cypr    | Protathlima A’ Kategorias | 20    | 0      |